# 울리히 플렌츠도르프

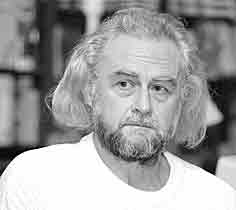
1993년의 모습

울리히 플렌츠도르프(Ulrich Plenzdorf, 1934년 10월 26일 ∼ 2007년 8월 9일)는 독일의 저자이자 극작가이다.

## 생애
1934년 10월 26일 베를린의 크로이츠베르크 구역에서, 노동자인 아버지 에발트 플렌츠도르프(Ewald Plenzdorf)와 어머니 마르타(Martha) 사이에서 태어났다. 플렌츠도르프는 1949년부터 1952년까지 샤르펜베르크에서 학교에 다니다가 정치적인 이유로 퇴학당한 후 히멜포르트(Himmelpfort)의 기숙학교에 다녔다. 그의 가족은 1950년 서베를린에서 동베를린으로 이사했으며 플렌츠도르프는 1954년 리히텐베르크에서 고등학교를 졸업했다. 그 후 1954년부터 1955년까지 라이프치히 대학교의 프란츠ᐨ메링 연구소(Franz-Mehring Institut)에서 마르크스ᐨ레닌주의 철학을 연구했지만 세 학기만 다니고 학업을 중단하고 만다. 1955년 출판사 편집인인 헬가 리스케(Helga Lieske)와 결혼한 울리히 플렌츠도르프는 세 명의 자녀를 두었으며 오랫동안 지병을 앓다가 2007년 8월 9일 73살의 나이에 베를린 근교의 한 병원에서 세상을 떠났다. 그는 2007년 8월 23일 말년을 보낸 젤로(Seelow) 근교 알트 로젠탈(Alt Rosenthal)에 묻혔다.플렌츠도르프는 1973년 하인리히 만 상을 수상했고 1978년 ＜밑으로 가야 멀리 간다(Kein runter, kein fern)＞로 잉게보르크 바흐만 상을, 그리고 1995년 ＜내 사랑 크로이츠베르크＞로 아돌프 그리메 상 금상을 수상했다. 플렌츠도르프는 다수의 소설과 희곡, 시나리오를 써서 문학, 연극, 영화 등 다양한 부문에서 큰 활약을 해왔다.